# Jump (muziekgenre)
Jump is een substijl in de elektronische dansmuziek, die zich kenmerkt door de nadruk op de (harde) bas. In het begin werd jump beschouwd als een variant van het snellere en hardere hardcore, maar al snel groeide deze tragere variant (toen zo'n 135-140 bpm) uit tot een ware rage.
Het jumpgenre is ontstaan uit de oldschool en hardcore van begin jaren 90. Er werden toen al platen gemaakt die men nu zou kunnen omschrijven als jump (zoals Pullover van Speedy J uitgebracht in 1991 en Catwalk van T99 uitgebracht in 1991), maar een aparte stijl was jump toen nog niet. Dat gebeurde waarschijnlijk eind jaren 90 nadat Da Boy Tommy en Da Rick samen de top 10-hit "Ready to rumble" hadden. De hedendaagse jump samen met de dans is ontstaan in Vlaanderen (België) eind jaren 90. Eind 2004 kwam jump ook in Nederland langzaam op. Doordat in Nederland het sterk verwante muziekgenre hardstyle populair was, werd jump in Nederland jumpstyle genoemd. De eerste jaren bleef jump slechts bekend in de Lage Landen, maar later sprong het ook over op andere landen, waaronder Australië, Duitsland en Frankrijk.
Jumpstyle verwijst zowel naar de muziek als de dans die erbij is gekomen en in veel landen wordt het genre jump meestal jumpstyle genoemd. Beide benamingen worden aanvaard. Door de jaren heen is de snelheid toegenomen tot ongeveer 140-148 bpm.

## Kenmerken
Jump wordt gekenmerkt door een overstuurde kickdrum en claps op elke tel. Ook snares en rides op de tel en open hihats worden veel gebruikt. Veelal gaat het hier om Roland TR-909 en TR-808 samples, maar er worden ook andere drumcomputers gebruikt. Een kenmerkend verschil met het vergelijkbare genre hardstyle is het ontbreken van de basnoot op de offbeat (ook wel 'reverse bass' genoemd) waardoor jump droger en 'vierkanter' klinkt.
De structuur is voor veel platen hetzelfde: kale intro met alleen claps, eerste drop met ritmische synths, breakdown, melodische climax, afbouw waar de ritmische synths weer terugkomen en vervolgens de outro met alleen claps. Voorbeelden van nummers met deze structuur zijn Boombastics - Dance With Me en Ruthless & Vorwerk - Beatfucker, maar er zijn nog tig andere voorbeelden.
Soms bevatten jumpnummers een geluidsopname - sample - van een bekende film of een mannelijke vocal. Doorgaans vallen deze samples of vocals vlak voor het hoogtepunt van het nummer, waarna het helemaal losbarst.
Door niet-kenners wordt jump ook verward met hardstyle, dutch house, hardcore, of rave. Het probleem is dat deze genres elkaar vaak heel dicht benaderen of zelfs in elkaar overlopen.

## Stijlen
Binnen het jumpgenre zijn er verschillende stromingen. Gezien jump (als concept) al jaren wordt geproduceerd en het beïnvloed is geraakt door diverse muziekstijlen kent het een breed scala aan richtingen.
UC/NewstyleDe eerste echte jumpstijl naar het befaamde Underground Construction-label uit Chicago. De hardere, uit de booty- en ghettohouse (in Detroit en Chicago) afkomstige stijl kwam rond 1993 opzetten en was relatief eenvoudig qua opzet. Dikke basslijnen, eentonige maar toch stevige en energieke beats maakten van deze stijl dé blauwdruk voor de jump zoals we die vandaag de dag kennen. Rond 1997/1998 kreeg deze stijl in Nederland de naam newstyle mee toen het als nieuw geluid nog weleens op hardcorefeesten gedraaid werd. Tegenwoordig kent deze stijl een erg snel en hard karakter en mag het in één adem genoemd worden met (newstyle) hardcore. Vooral in Spanje en Amerika is deze snelle UC-variant met veel hoge en geflipte tonen erg populair.
Chicago hardhouse/technoEen van de vele stromingen die nauw verwant is aan UC/Newstyle. Deze snellere technovariant op booty- en ghettohouse wordt nog weleens gedraaid in jumpsets.
Belgische jumpCatwalk van T99 uitgebracht in 1991 zou kunnen worden omschreven als jump. Belgium Jump van Dream Your Dream verscheen in 1993 op het label Bonzai Records/Bonzai Jumps (Dream Your Dream was geïnspireerd op de track Ave (New) Beat van Lange Jojo uit 1989). Veelal populair geworden door Da Boy Tommy's Jumper Records. Vele Belgische artiesten gaven toentertijd (begin 1997) hun eigen draai aan de Amerikaanse jumpstijlen door veel gebruik te maken van het Belgisch en Noord-Franse oldschool/retro. Dit nieuwe, springerige geluid kreeg mede dankzij Jumper Records de juiste stempel 'jump' opgeplakt en werd vanaf toen in West-Europa als een geheel eigen stijl gezien. Het hoogtepunt beleefde deze steeds vrolijker en meer mainstream wordende stijl in de periode 1997-2001.
Noord-Franse techno/tekclubDe Franse voorganger van de vaak hardere French tek. Deze stijl laat zich kenmerken door veel diepgaande geluiden, funky clubachtige beats in een typisch technoritme. Het was deze stijl die jump rond 2001/2002 deed herleven in de Belgische en Franse clubscene en de weg vrijmaakte voor het succes van vandaag de dag.
French TekDe hardere variant op de tekclub geïntroduceerd door artiesten als Lobotomy Inc., Major Bryce, Greg C en Tranceball. Het gaat hier vaak om een stevige beat met in de beginjaren veel tekclubinvloeden. De laatste jaren kent het voornamelijk vollere en meer pakkende melodielijnen. Deze stijl is uitgegroeid tot een van de grotere mainstream stromingen. In België - waar de stijl het populairst is - staat French Tek bekend als 'tekstyle' en is alom vertegenwoordigd als aparte stijl op vele grote Belgische dancefestivals die zich ook toespitsen op harddance zoals Sunrise Festival en The Qontinent. Ondertussen zijn er al twee grote tekstyle-events geweest in de Antwerpse Lotto Arena met als mainact Mark With a K. Andere bekende tekstyle-artiesten zijn o.a. Davoodi en Bestien. Ook in Frankrijk (waar de stijl oorspronkelijk vandaan komt) kent de stijl een grote aanhang, België blijft echter wel het huidige 'centrum' van de stijl.
JumpstyleDe nadruk ligt hier vooral op de door hardstyle beïnvloede kant van jump: veel kenmerkende synths, melodie en krachtige kicks. Zoals de naam al suggereert, komt jumpstyle voornamelijk uit Nederland en België. Deze sound is groot geworden in Rotterdam en omstreken, maar ook in delen van Duitsland en Zwitserland.

## Overzicht geschiedenis
| Land                      | Jaar      | Bijzonderheden |
| ------------------------- | --------- | --- |
| Nederland en België       | 1991-1994 | Er verschijnen diverse oldschoolplaten die veel weg hebben van jump, zoals Pullover van Speedy J, Catwalk van T99 en Poing van Rotterdam Termination Source. |
| België                    | 1992-1997 | Green Angel van The Effect verschijnt in 1992 op het label S.T.D. Records (sublabel van DiKi Records). Bonzai Records wordt opgericht in 1992 (de naam Bonzai Jumps verschijnt in 1994). Animals (Remix) van Yves De Ruyter verschijnt in 1993. Woops van Bounty-Hunter verschijnt in 1993. Belgium Jump van Dream Your Dream verschijnt in 1993 op het label Bonzai Records. Da Boy Tommy en Da Rick introduceren de naam jump (Jumper Records) voor hun eigen muziek, hoewel deze feitelijk niet veel afwijkt van jungle en oldskool. Waarschijnlijk is men hierdoor jump als apart muziekgenre gaan zien. |
| België                    | 2000-2002 | Opkomst van de jump in België. Jump kent in België en Noord-Frankrijk een blijvende opleving. In Nederland kreeg jump toen minder aandacht, waarschijnlijk vanwege het toen populaire hardstyle. |
| Nederland                 | 2005      | In de zomer van 2005 wordt het jumpen populair in Nederland, waarschijnlijk door de top 10-hit Komt ie dan hè! van DJ Norman vs. Darkraver. |
| België en Noord-Frankrijk | 2006      | Woops van Binum verschijnt in 2006 op het label Babaorum Records (sublabel van DiKi Records). |
| Nederland                 | 2007      | Door de muziek van Jeckyll & Hyde en de clips op internet van Patrick Jumpen beleeft het subgenre jump zijn hoogtepunt. |

## Dans
De dansstijl die met jump wordt geassocieerd, is geëvolueerd uit een variant op het hakken, via werkelijk (rond)springen tot het vandaag bekende skiën. Er zijn verschillende manieren om te jumpen. Bij elk van deze manieren is het de bedoeling dat bij elke beat een andere beweging (met de benen) gemaakt wordt.
- Het skiën: de "skimove" is zo bekend dat op het internet een wildgroei is ontstaan van filmpjes waarin jongeren "skiën" en hun jumpmoves tonen. Soms gaat dit samen met parodieën waarbij populaire videospelletjes- of tv-programmapersonages worden gebruikt als jumpers.
- Hardjump: deze stijl van jumpen wordt vaak gebruikt bij de gelijknamige stijl van de muziek, de hardjumpmuziek. Bij deze stijl van jumpen wordt er harder met de voeten op de grond gestampt, vooral met de hakken en de tenen.
- Freestyle jumpen: ook deze stijl zie je veel filmpjes over op het internet, hier zitten geen 'regels' aan vast, de jumper doet het zoals hij of zij het wil.
- Duojumpen: met 2 mensen (of meer) tegelijk hetzelfde pasje doen, ook deze filmpjes zijn veel op het internet te vinden.
- Frenchstyle jumpen (ook wel tekken): net zoals de jumpstyle van vroeger (rond 2000), een soort vierkantje maken door te springen van de linkervoet linksvoor op de rechtervoet rechtsvoor en daarna van de rechtervoet rechtsachter op de linkervoet linksachter (en dit hierna weer herhalen). Dit is de Franse versie van het jumpen en wordt vooral gedaan op de industrial jump of French tek.

Er wordt ook gejumpt op andere nevengenres die hun oorsprong hebben in de house, zoals bijvoorbeeld techno, soms tot ergernis van de aanhangers van die andere genres. Rond 2007 zijn de jumpers gaan jumpen op hardere muziek, zoals hardstyle en hardcore house.